# Verkehr in Istanbul

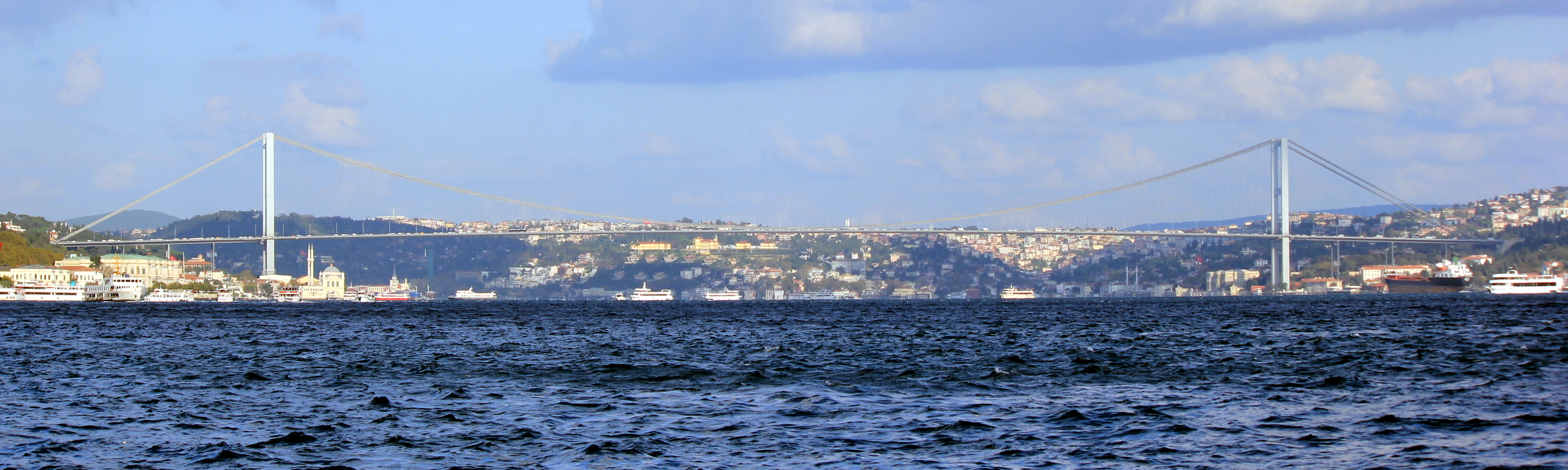
Die erste Bosporus-Brücke in Istanbul

Der Verkehr in Istanbul ist Dreh- und Angelpunkt des Straßen-, Schienen- und Luftverkehrs im westlichen Teil der Türkei.

## Transitverkehr
Durch Istanbul verläuft der Bosporus, eine wichtige natürliche Schifffahrtsstraße, die das Mittelmeer mit dem Schwarzen Meer verbindet. Seit dem Jahr 1936 regelt der Vertrag von Montreux die Schifffahrt durch diese Meerenge. Im Jahr 2011 durchfuhren 47.715 Schiffe den Bosporus. Für den Landverkehr von Europa nach Asien stellt der Bosporus hingegen ein Verkehrshindernis dar. Die Geschichte von Istanbul ist eng mit diesen Gegebenheiten verbunden.
Heute sind das europäische und asiatische Straßennetz durch drei Autobahnbrücken (u. a. Fatih-Sultan-Mehmet-Brücke, Yavuz-Sultan-Selim-Brücke) und den Eurasien-Tunnel verbunden.
Im Eisenbahnverkehr stellen Fähren die Verbindung her, Güterwagen werden auf Eisenbahnfähren transportiert. Seit 2015 ermöglicht der Marmaray-Tunnel den durchgehenden Zugverkehr.

## Quell- und Zielverkehr
Istanbul ist mit zwei Flughäfen, zwei Fernbusbahnhöfen, zwei Fernbahnhöfen, dem Hafen und ihrem Autobahnnetz ein bedeutender Knotenpunkt im nationalen und internationalen Personen- und Güterfernverkehr.

### Straßenverkehr

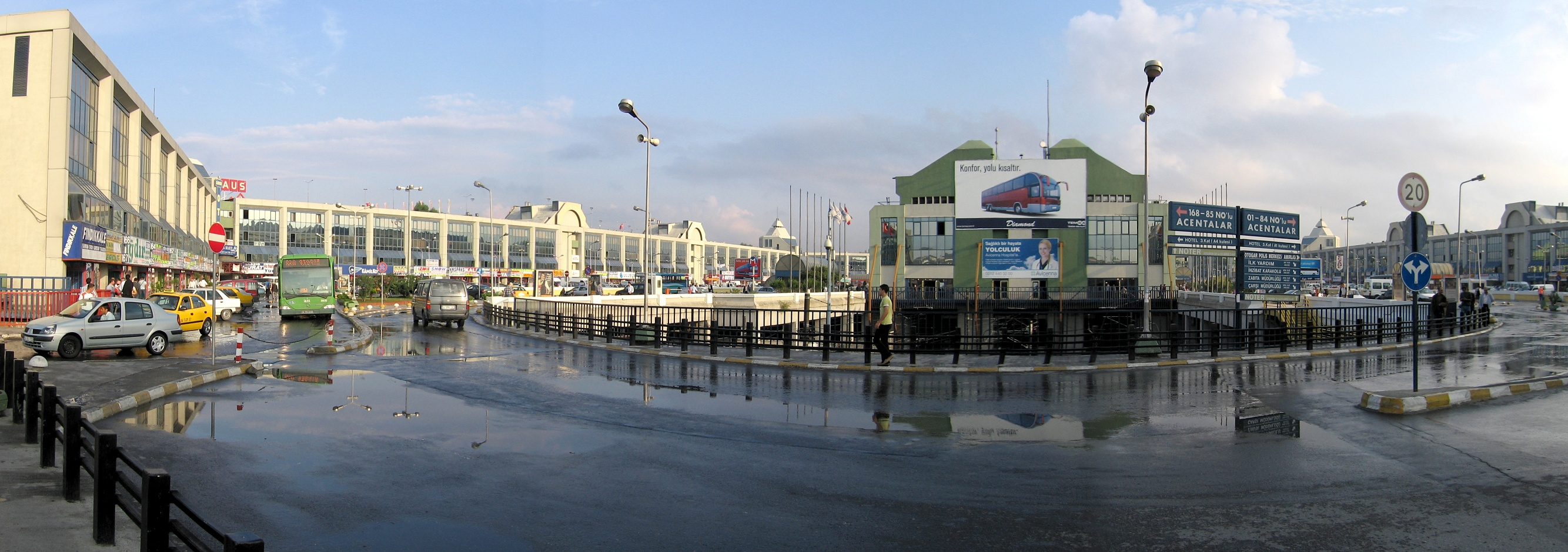
Der Busbahnhof Esenler

Von Istanbul aus führen Fernbuslinien in alle wichtigen Städte und Regionen des Landes sowie zu einigen Zielen in Europa und dem Nahen Osten. Der Busbahnhof Esenler mit täglich 15.000 Busbewegungen im europäischen Teil der Stadt ist einer der größten Busbahnhöfe Europas und einer der wichtigsten Verkehrsknotenpunkte des Landes und Südosteuropas.
Das 242.000 Quadratmeter große Areal, das der Busbahnhof in Anspruch nimmt, liegt im europäischen Teil im Stadtteil Bayrampaşa nahe dem namensgebenden Stadtteil Esenler.
Das Autobahnnetz um Istanbul ist sehr gut ausgebaut und wird stetig erweitert, ist dem Verkehrsaufkommen jedoch nicht gewachsen. Neben den zwei Ringautobahnen O-1, mit einer Gesamtlänge von 87 Kilometern, und O-2, mit einer Gesamtlänge 38 Kilometern, führen Autobahnen nach Edirne (O-3) und Ankara (O-4).

### Schienenverkehr
Der Eisenbahn-Fernverkehr ist für eine Stadt dieser Größe äußerst bescheiden. Es gab ursprünglich zwei Fernbahnhöfe, von denen jeweils nur wenige Züge pro Tag verkehrten. Ein Grund hierfür ist die dominierende Rolle des Busverkehrs in der Türkei. Der Personenschienenfernverkehr der staatlichen türkischen Eisenbahngesellschaft Türkiye Cumhuriyeti Devlet Demiryolları (TCDD) von den bisherigen Istanbuler Fernbahnhöfen war sowohl nach Europa als auch nach Asien seit 2012 vorübergehend eingestellt und wurde von Vorortbahnhöfen weit außerhalb des Zentrums abgewickelt. Inzwischen fahren die Fernzüge von mehreren Bahnhöfen entlang der Marmaray-Strecke ab.
Der Bahnhof Sirkeci, der historische Endpunkt des Orient-Express, war bis 2012 Endstation für alle Eisenbahnlinien auf der europäischen Seite. Seitdem nutzen die Züge den Vorortbahnhof Halkalı, etwa 25 km westlich der Innenstadt. Vom Bahnhof Sirkeci bietet die TCDD Fernreisenden kostenlose Zubringerbusse an. Im Fernverkehr verkehrt täglich ein Zug in Richtung Bulgarien mit Kurswagen nach Bukarest in Rumänien, Sofia in Bulgarien und Belgrad in Serbien, ein weiteres Zugpaar bis zum Grenzbahnhof Kapıkule an der bulgarischen Grenze. Ein weiterer Zug verkehrt nach Uzunköprü, dem Grenzbahnhof an der griechischen Grenze. Seit 2011 verkehren keine Züge mehr nach Griechenland, ab März 2012 wurde auch der Fernverkehr nach Bulgarien bauarbeitsbedingt nicht mehr per Zug, sondern im Schienenersatzverkehr mit Autobussen abgewickelt.
Vom Bahnhof Haydarpaşa am asiatischen Ufer des Bosporus, dem Startpunkt der historischen Bagdadbahn, fuhren mehrmals täglich Züge der TCDD nach Ankara, seltener zu anderen Zielen in Anatolien, und einmal wöchentlich nach Teheran und nach Aleppo. Die beiden Bahnhöfe waren per Personenfähre Eminönü–Haydarpaşa verbunden.
Von 2012 bis 2014 gab es wegen umfangreicher Bauarbeiten zwischen Istanbul und Ankara für ca. 2 Jahre keinen Zugverkehr. Danach begannen die Fernzüge in Richtung Ankara und Konya im Bahnhof von Pendik, etwa 25 km östlich des Stadtzentrums von Istanbul.
Im Rahmen des Marmaray-Projekts wurde unter dem Bosporus ein Tunnel gebaut, der 2013 fertiggestellt wurde. Da der Umbau der Bahnstrecken auf europäischer und asiatischer Seite nicht rechtzeitig abgeschlossen wurde, fuhren die S-Bahnen nur eine kurze Strecke mit dem Tunnel als Kernstück. Seit 2019 sind die Zubringerstrecken fertig und die Marmaray-Züge fahren die komplette Strecke von Halkalı nach Gebze.

Inzwischen fahren die Hochgeschwindigkeitszüge nach Ankara und Konya größtenteils vom Bahnhof Söğütlüçeşme ab, der somit faktisch zum wichtigsten Fernbahnhof in der Istanbuler Innenstadt geworden ist. Wenige Züge fahren auch durch den Marmaray-Tunnel und beginnen bereits in Halkalı. Zusätzlich zu den bereits genannten Bahnhöfen halten die Fernzüge auch in Bostancı und Pendik auf der asiatischen sowie in Bakırköy auf der europäischen Seite. 
Es gab Pläne, ab Ende 2018 wieder Fernzüge nach Anatolien ab Haydarpaşa verkehren zu lassen. Diese Pläne wurden aber bislang (Stand 2023) nicht umgesetzt und die Zukunft des Bahnhofs ist unklar.
Für den Güterverkehr verkehren bis zur vollständigen Fertigstellung Eisenbahnfähren.

### Seeverkehr

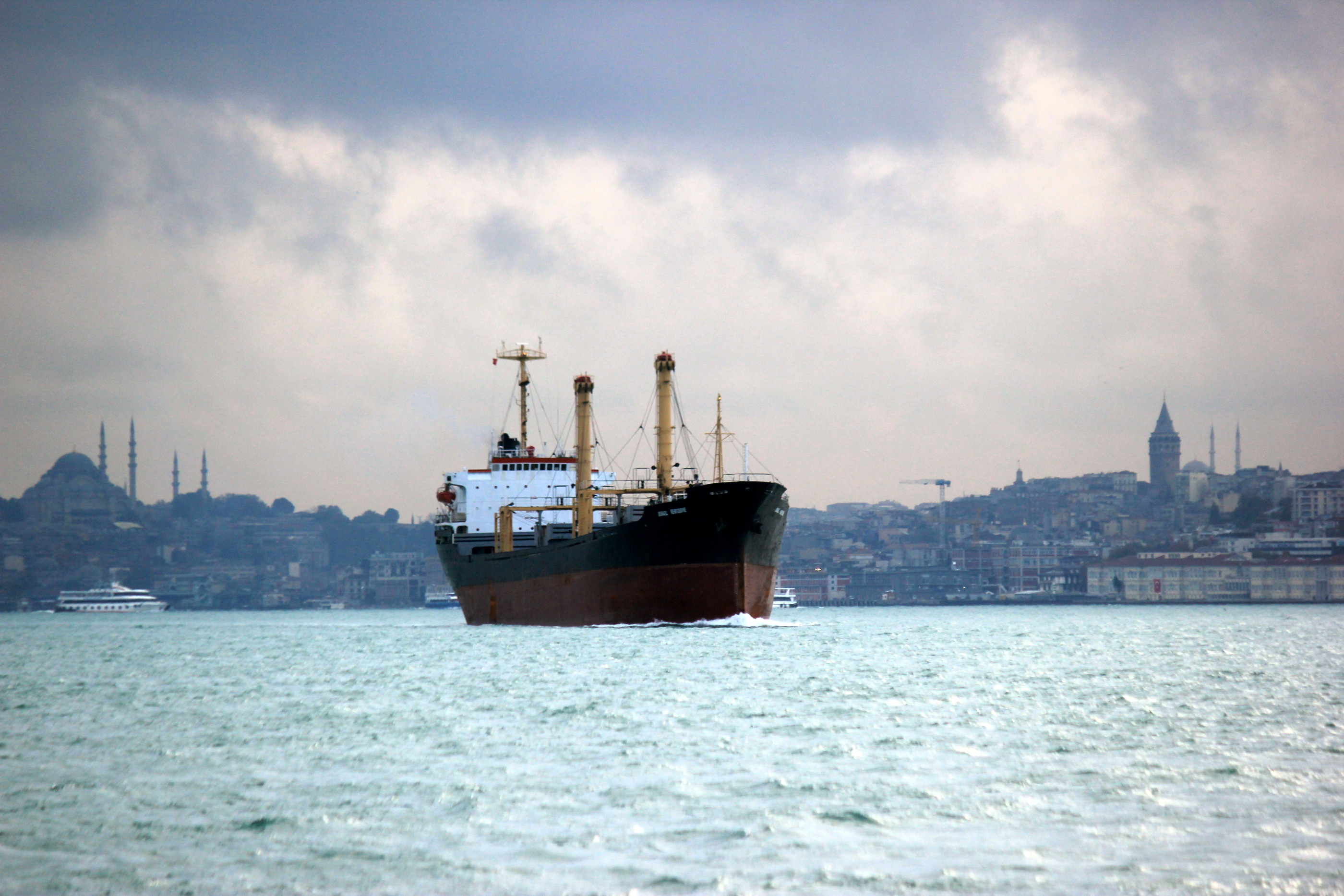
Ein Schiff passiert die Meerenge

Der Ambarlı Limanı ist der Hafen Istanbuls im Stadtteil Avcılar. Er ist der größte Hafen des Landes, nach der umgeschlagenen Tonnage von Schüttgut nahm er 2006 den ersten Platz ein. Im Hafen werden etwa 38 Prozent des türkischen Im- und Exports sowie 63 Prozent der Marmararegion abgewickelt. Er wird von der ALTAŞ Ambarlı Liman Tesisleri Tic. A.Ş. betrieben, die am 9. September 1992 gegründet wurde. Der Haydarpaşa Limanı in Kadıköy ist ebenso ein wichtiger Hafen, der mit einer Fläche von 55.000 Quadratmetern der Haupthafen im asiatischen Teil Istanbuls ist. Vom Hafen gibt es eine Zugverbindung zum nächstgelegenen Kopfbahnhof Haydarpaşa.
Der alte Hafen am Goldenen Horn dient vornehmlich der Personenschifffahrt. Linienverkehr besteht nach Haifa in Israel und Odessa in der Ukraine. Von Bostancı aus gibt es Fähren nach Bursa und Yalova.

### Luftverkehr

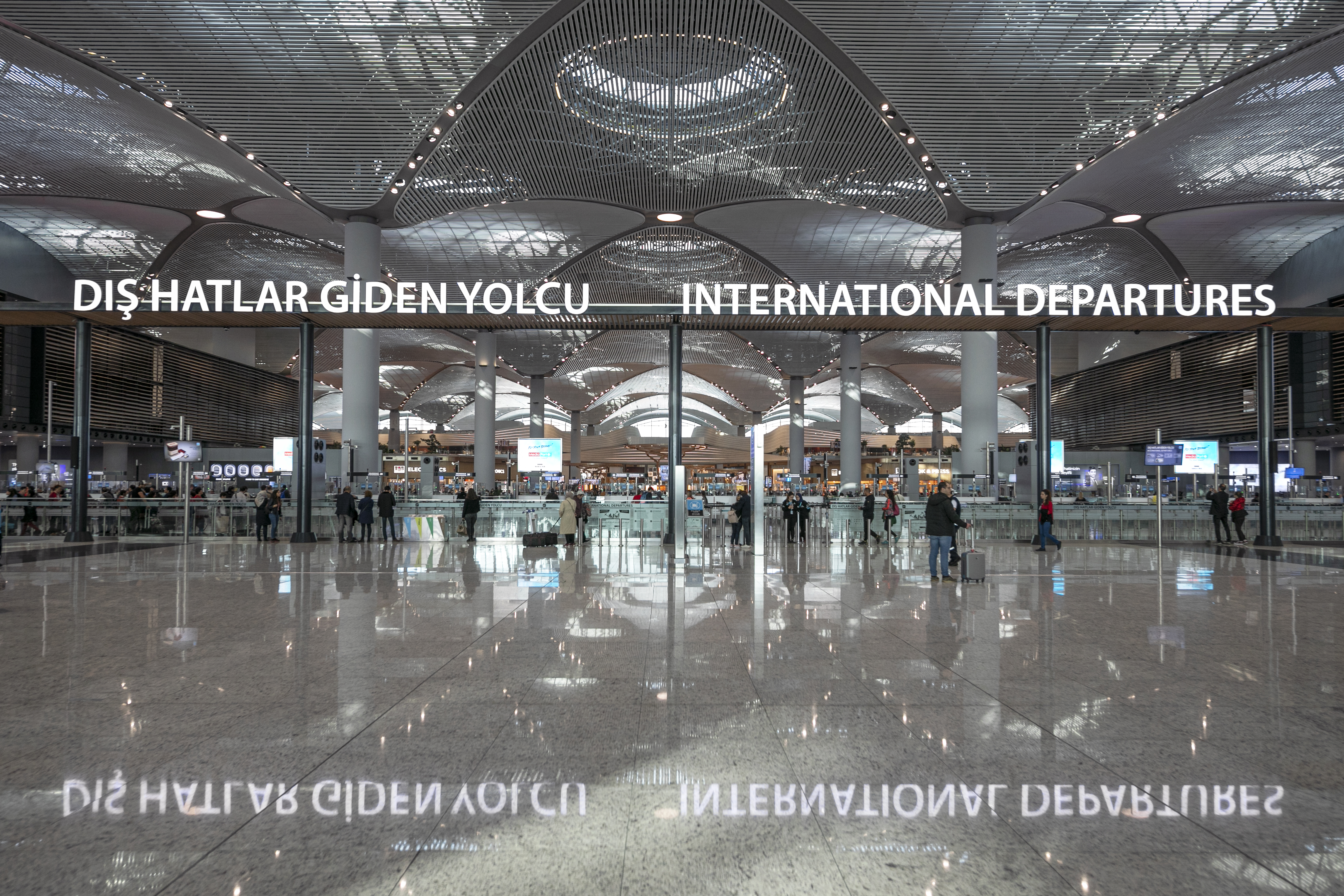
Abflugbereich im Flughafen istanbul

Istanbul verfügt über zwei internationale Flughäfen: der größere der beiden ist der Flughafen Istanbul. Er löste im April 2019 den Flughafen Istanbul-Atatürk am Rande des europäischen Teils der Stadt im Stadtteil Bakırköy, 24 Kilometer westlich der Stadtmitte, als größten Flughafen der Türkei ab.
Der kleinere ist der Sabiha-Gökçen-Flughafen, 45 Kilometer östlich des Stadtzentrums im Stadtbezirk Pendik gelegen.

## Innerstädtischer Verkehr

Schienengebundenes ÖPNV-Netz mit der Metrobüs-Strecke (Gelb)

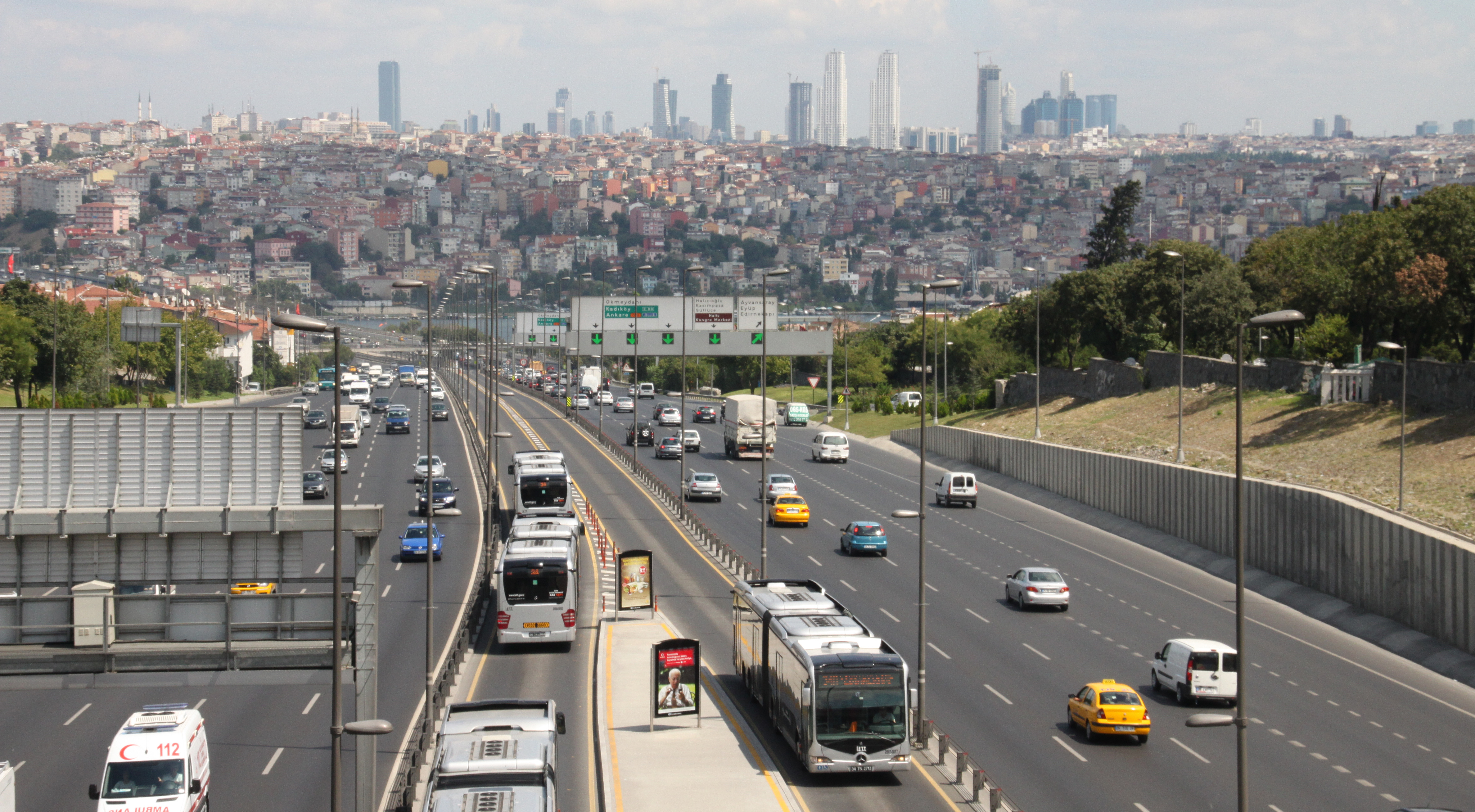
Metrobüs im Linksverkehr auf dem Mittelstreifen der Autobahn

Der innerstädtische Verkehr wird durch den osmanischen Aufbau der Stadt und ihrer in sich geschlossenen Quartiere erschwert. Die Gebäude eines osmanischen Stadtteils (Mahalle) gruppierten sich fast konzentrisch meist um eine Freitagsmoschee. Wenige öffentliche Zufahrten (Tarîk-i âmm) und enge „Privat“-Straßen (Tarîk-i hâss), oft Sackgassen, bestimmten das labyrinthische Bild. Diese Quartiere waren nur lose miteinander verbunden.
Auch für den innerstädtischen Verkehr entsteht durch den Bosporus eine besondere Situation. Er wird von 1,2 bis 1,3 Millionen Menschen täglich überquert, 200.000 davon nutzen Fährschiffe, alle anderen eine der Straßenbrücken.
Erst nach dem Zweiten Weltkrieg wurden mit internationaler Beratung im alten Istanbul breite Straßen und weite Plätze geschaffen. Eine Hauptachse bildete dabei eine auch heute noch wichtige Durchgangsstraße von Sultan Ahmet bis jenseits der Landmauer, die sich bewusst am konstantinischen Straßensystem orientierte. Ähnliche Verhältnisse herrschten in den asiatischen Stadtteilen. Offenere Straßenzüge bestimmten dagegen von jeher das genuesisch geprägte Pera oder Galata im heutigen Beyoğlu.
Inzwischen wurden im gesamten Stadtgebiet großzügige Binnen- und Durchgangsstraßen sowie Verbindungsstraßen zu den Stadtteilen an der Peripherie geschaffen, wobei alte Bausubstanz weichen musste.
Straßenbahn und U-Bahn werden nach und nach ausgebaut. Diese Verkehrsmittel werden im Auftrag der Stadtverwaltung von den öffentlichen Nahverkehrsgesellschaften Istanbul Ulasim und İETT betrieben, die ein einheitliches Tarifsystem benutzen, in das auch die Banliyö Trenleri („Vorortzüge“) der türkischen Staatsbahn (TCDD) einbezogen sind.
Allerdings hat Istanbul (noch) kein geschlossenes und übersichtliches Nahverkehrsnetz. Die Linien ergänzen bisher einander nur selten. Sie sind meist darauf ausgelegt, Arbeitnehmer von den Vororten ins Zentrum zu bringen. Verbindungen zwischen verschiedenen zentrumsnahen Stadtteilen fehlen noch. Für ein geschlossenes Nahverkehrssystem müsste die U-Bahn-Strecke auf 505 km ausgebaut werden.

### Straßenverkehr
Busse, Sammeltaxis (Dolmuş), Taxis und private Pkw spielen eine wichtige Rolle. Die gelben Taxis stellen einen großen Anteil am Gesamtverkehr. Da nur wenige Schienenstrecken existieren, tragen die Stadtbusse die Hauptlast des öffentlichen Nahverkehrs. An wichtigen Knotenpunkten, etwa in Taksim, Eminönü oder Beyazıt, bestehen regelrechte Busbahnhöfe. Taksim ist außerdem der wichtigste innerstädtische Endpunkt für Dolmuş-Linien.
Seit dem 17. September 2007 wird auch das Bus-Rapid-Transit-System Metrobüs auf einer Strecke in Istanbul eingesetzt. Zurzeit gibt es vier verschränkte Linien auf der um die gesamte Stadt – meist auf dem Mittelstreifen der Autobahn – verlaufende Strecke: 34 Avcılar–Zincirlikuyu, 34A Edirnekapı–Söğütlüçeşme (transkontinental über die Brücke fahrend), 34T Avcılar–Topkapı und 34B Beylikdüzü-Avcılar. Die 34 ist keine zufällige Linienbezeichnung, sondern eine „besondere“ Zahl für Istanbul, da sie die Kreiszahl der Stadt ist (die man bei Autokennzeichen und auch Postleitzahlen nutzt).
Den Warentransport übernehmen Lastkraftwagen aller Größen. Ab und zu sieht man noch einen Lastenträger (Hamal), besonders auf den Treppen der Einkaufsstraßen zwischen Großem Basar und Galatabrücke.

### Schienenverkehr
| Übersicht über Linien des öffentlichen Schienenpersonennahverkehrs in Istanbul       | Übersicht über Linien des öffentlichen Schienenpersonennahverkehrs in Istanbul |
| ------------------------------------------------------------------------------------ | ------------------------------------------------------------------------------ |
| Metro: M1A \| M1B \| M2 \| M3 \| M4 \| M5 (in Bau) \| M6 (in Bau) \| M7 (in Planung) |                                                                                |
| Tram: T1 \| T3 \| T4 (Hafif Metro) \| T5 (Nostaljik Tramvay)                         |                                                                                |
| S-Bahn: Marmaray \| B1 \| B2                                                         |                                                                                |
| Standseilbahnen: F1 \| Tünelbahn                                                     |                                                                                |

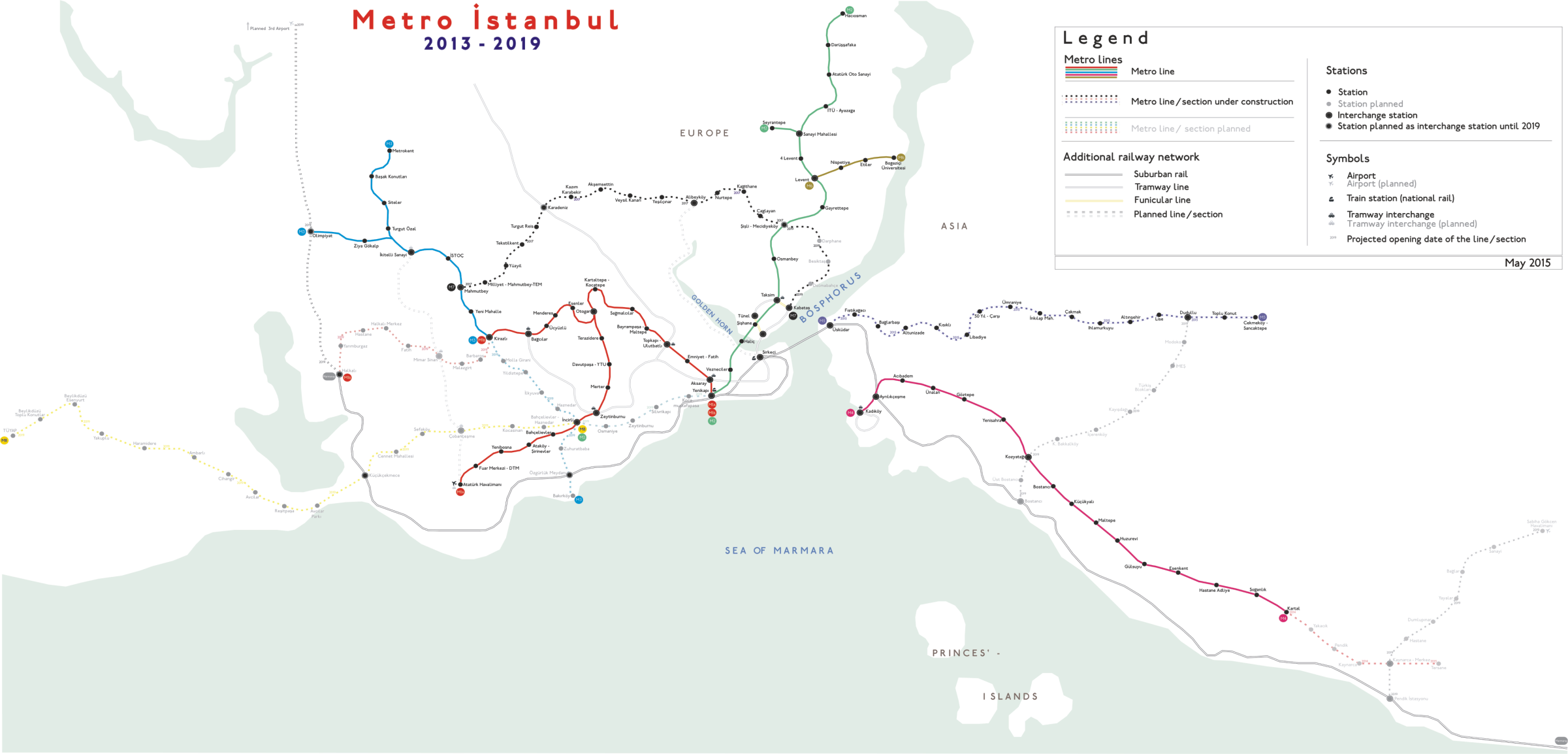
Das Schienennetz İstanbuls mit Erweiterungsplanungen.

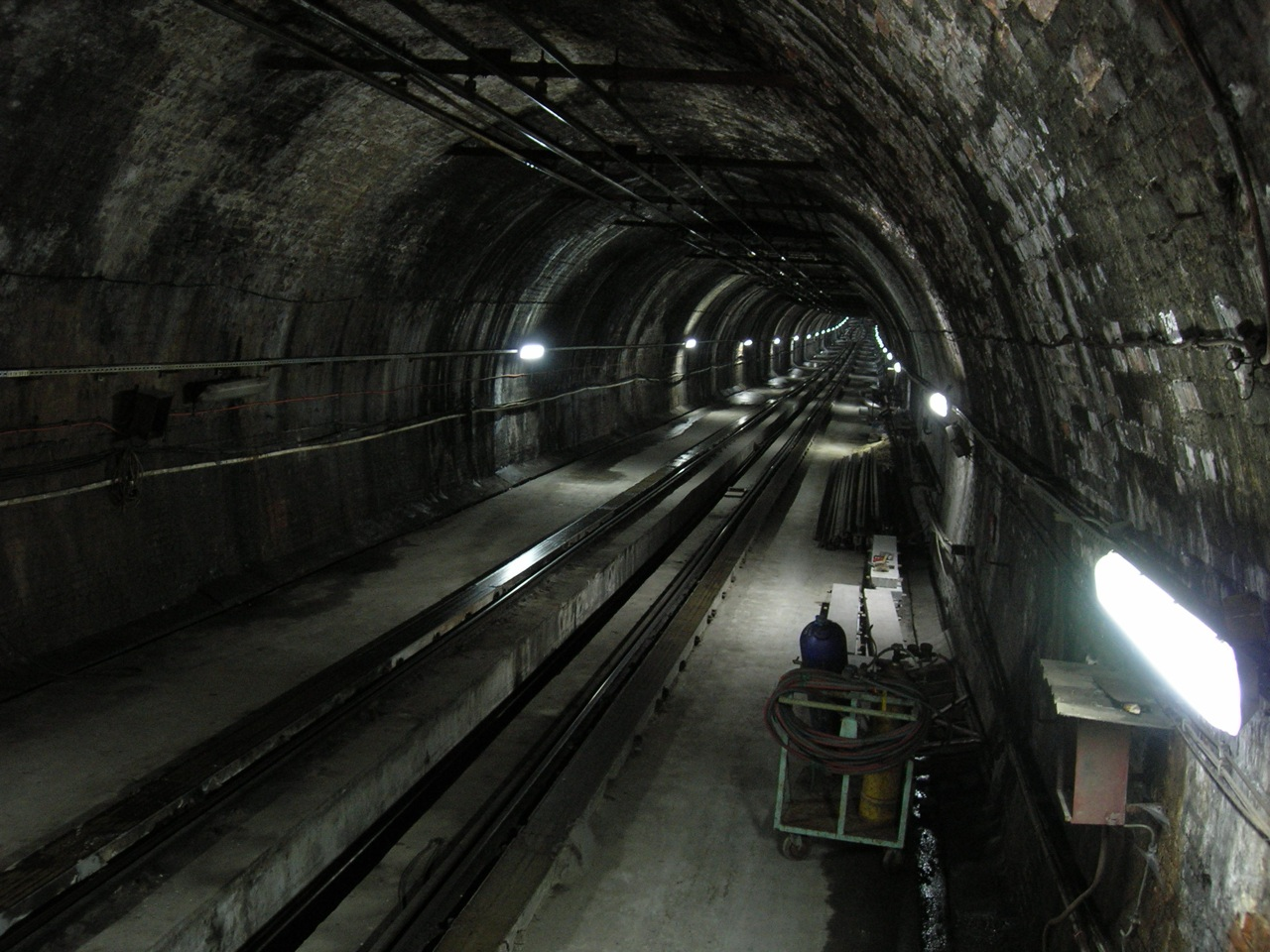
Im Tunnel der Standseilbahn „Tünel“

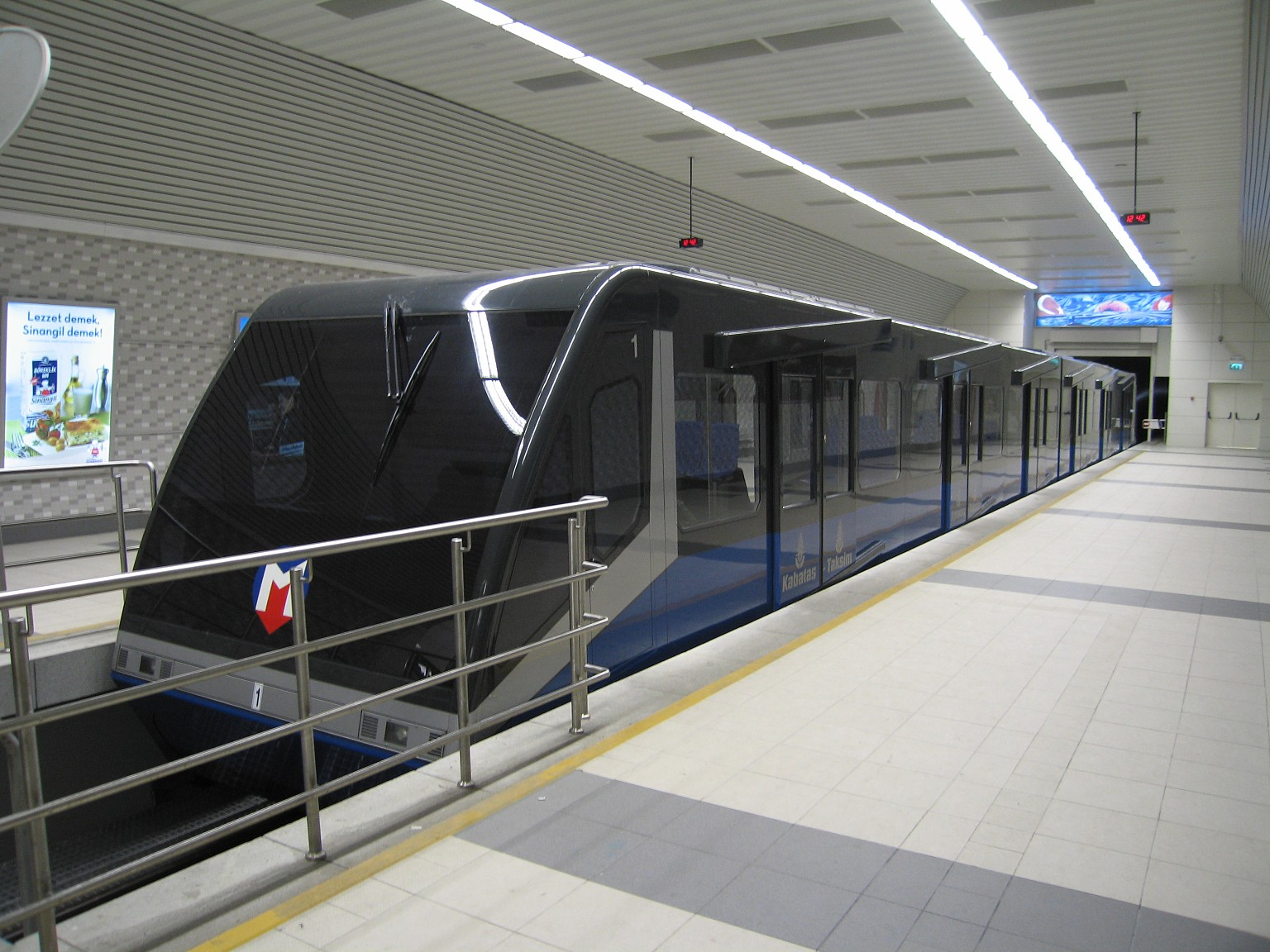
Füniküler Kabataş–Taksim

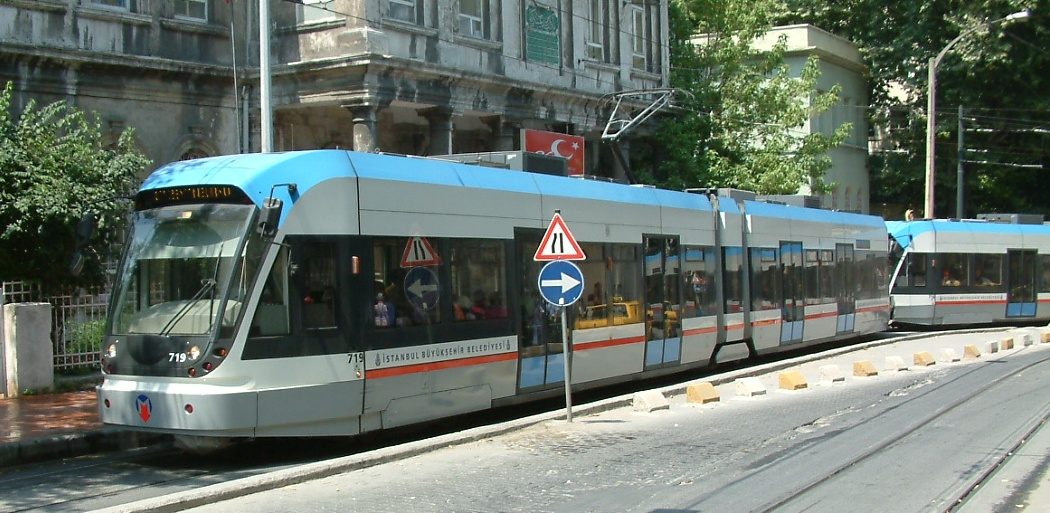
Normalspurige Niederflur-Straßenbahn Çağdaş Tramvay in der Stadt

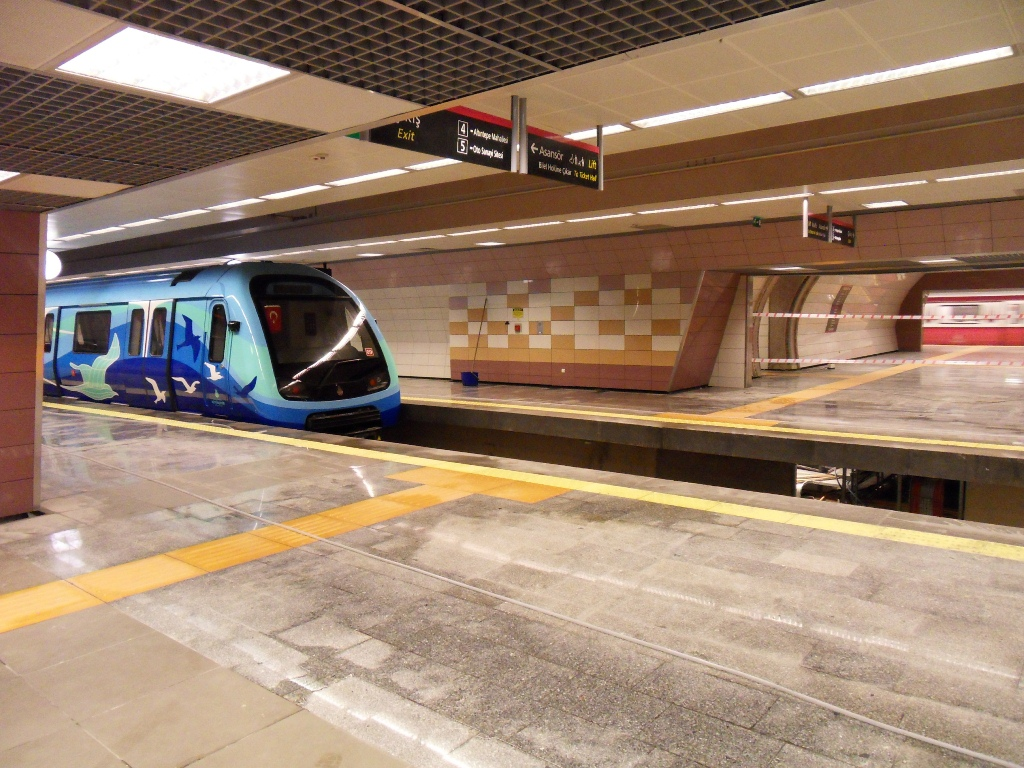
U-Bahn-Zug der Metrolinie M4 in der Station Bostancı

1997 betrug der Anteil des Schienenverkehrs in Istanbul 3,6 %. Durch das Marmaray-Projekt und weitere Ausbaumaßnahmen sollte dieser Wert auf 28 % angehoben werden.

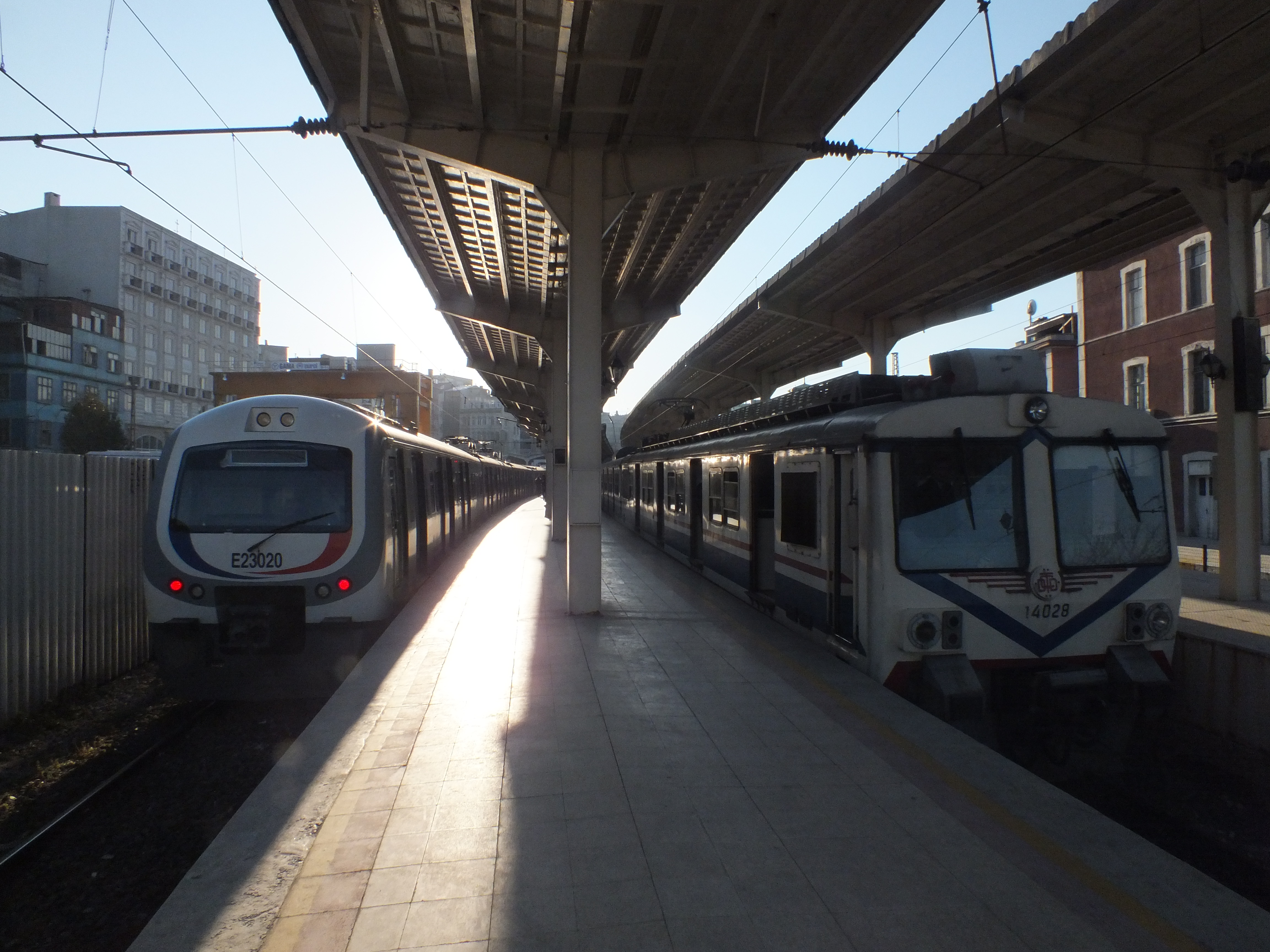
S-Bahnzüge in Istanbuls Sirkeci-Bahnhof

Die S-Bahn-Linien (Banliyö Trenleri) ziehen sich auf beiden Seiten des Bosporus am Marmarameer entlang und verbinden so die dort gelegenen Küstenorte mit den Istanbuler Innenstadtbahnhöfen Sirkeci auf der europäischen (Streckenlänge 30 km) und Üsküdar auf der asiatischen Seite (Streckenlänge 44 km). Sie sind durch den Marmaray-Tunnel miteinander verbunden.
Die Inbetriebnahme der Vororteisenbahn fand auf europäischer Seite mit der Streckeneröffnung von Küçükçekmece nach Yedikule am 4. Januar 1871 statt. Hier erfolgten dann die Verlängerungen von Küçükçekmece nach Halkalı am 22. April 1872 und von Yedikule zum Endbahnhof Sirkeci am 27. Juli 1872. Die Eröffnung der asiatischen Strecke fand am 22. September 1872 auf dem Abschnitt Pendik – Feneryolu statt. Am 1. Januar 1873 wurde dann stadtauswärts nach Gebze und am 1. Januar 1873 stadteinwärts bis zum Endbahnhof Haydarpaşa verlängert.
Durch das Marmaray-Projekt verbinden seit Oktober 2013 S-Bahn-Züge in einem unterseeischen Tunnel den asiatischen mit dem europäischen Teil Istanbuls. Die vollständige Fertigstellung des Projekts, welches auch den Ausbau und Verbindung der bestehenden S-Bahn-Strecken umfasst, erfolgte 2019.
Die U-Bahn-Linie M1 bietet eine schnelle Verbindung vom städtischen Aksaray zum ehemaligen Flughafen Istanbul-Atatürk und zum Busbahnhof Esenler. Die Eröffnung des mittlerweile 19,9 km langen Systems fand am 11. März 1989 auf dem Abschnitt Aksaray – Kartaltepe – Kocatepe statt. Von dort ging es weiter über den Busbahnhof Esenler mit einer Stichstrecke nach Esenler (24. Dezember 1989) und über die Hauptstrecke weiter nach Zeytinburnu (31. Januar 1994), nach Bakırköy-Incirli (7. März 1995), nach Yenibosna (25. August 1995) und schließlich bis zum heutigen Endpunkt Flughafen Atatürk Havalimanı (20. Dezember 2002). Im November 2014 wurde am städtischen Ende die Verbindung nach Yenikapı eröffnet. Dort befindet sich ein großer Umsteigebahnhof (Stadtbahn, U-Bahn, S-Bahn, Fernbahn und Seebus). Außerdem führt im Außenbereich ein Ast ab Esenler westwärts nach Kirazlı (M1B).
Die U-Bahn-Linie M2 zwischen Taksim und 4. Levent wurde am 16. September 2000 eröffnet. Die 8,4 km lange Strecke wurde 2008 in beide Richtungen verlängert, nach Şişhane im Süden, nach Haçıosman im Norden. Derzeit ist die wichtige Verbindung von Şişhane über das Goldene Horn nach Yenikapı in Bau, sie wird nicht vor 2013 in Betrieb genommen.
Die U-Bahn-Linie M3 verkehrt zwischen der Station Kirazlı der U-Bahn-Linie M1B und dem Atatürk-Olympiazentrum sowie Metrokent im Stadtteil Başakşehir.
Die U-Bahn-Linie M4 wurde am 17. August 2012 eröffnet. Sie erschließt auf der asiatischen Seite die südöstlichen Stadtteile von Kadıköy bis Kartal. An der Station Ünalan besteht ein Umsteigepunkt zum Metrobus. In Kadıköy kann in die Trambahnlinie T3 umgestiegen werden. In Ayrılıkçeşme wird mit der Fertigstellung des Marmarayprojekts ein Umsteigemöglichkeit zum Netz der Vorortzüge (Banliyö Trenleri) bestehen.
Die Stadtbahnlinie oder 'Hafif Metro' T4. verläuft von der Station Topkapı zum Bahnhof Vatan, wo eine Umsteigemöglichkeit zur U-Bahn-Linie M1 besteht. Von hier aus verläuft die T4 teilweise unterirdisch und größtenteils vom restlichen Straßenverkehr getrennt unterhalb des Eski-Edirne-Asfaltı Boulevards in die nordwestlichen Stadtteile Mescid-i Selam und Habipler.
Die Tünel-Bahn F2 zwischen Karaköy und dem Tünel-Platz im auf dem Hügel gelegenen Stadtteil Beyoğlu ist eine 574 Meter lange unterirdische Standseilbahn, die am 12. Januar 1875 eröffnet wurde. Sie ist die drittälteste U-Bahn der Welt, sofern man diese als U-Bahn betrachtet.
Die Standseilbahnlinie F1 führt vom am Bosporus gelegenen Kabataş zum Taksim-Platz hinauf. Diese hochmoderne, unterirdisch verlaufende Standseilbahn wurde am 30. Juni 2006 eröffnet und verbindet die etwa einen halben Kilometer voneinander entfernten Endpunkte in 110 Sekunden.
Die moderne Straßenbahnlinie T1, auch Çağdaş-Tramvay genannt, führt quer durch das historische Istanbul (Streckenlänge 14,3 Kilometer). Die Eröffnung fand am 13. Juni 1992 auf dem Abschnitt Beyazıt – Yusufpaşa statt. Mehrere Streckenerweiterungen in Folge brachten Verlängerungen zum Bahnhof Sirkeci (10. Juli 1992), zur Haltestelle Topkapı direkt hinter der alten Stadtmauer am 29. Dezember 1992 und von dort weiter in den Stadtteil Zeytinburnu (31. Januar 1994). Die Verlängerung vom Bahnhof Sirkeci nach Eminönü (20. April 1996) und dann weiter nach Kabataş brachten dann auch den Anschluss über die neue Galatabrücke an die Stadtteile nördlich des Goldenen Horns. Ab dem 18. Mai 2006 fuhr eine weitere Linie T2 von Zeytinburnu weiter nach Bağcılar. Da nicht genügend Niederflur-Straßenbahnzüge zur Verfügung standen, wurden auf der Strecke die ehemaligen „Dalan“-Züge eingesetzt, die früher auf der Sirkeci-Strecke fuhren und aktuell auf der U-Bahn-Strecke M1 zwischen Aksaray und Havalimanı verkehren. Es ist geplant, die Linien T1 und T2 zu einer durchgehenden Linie T1 zusammenzufassen. Diese führt dann von Kabataş nach Bağcılar.
Die Straßenbahnlinie T3 in Moda ist eine am 1. November 2003 als „nostalgisch“ eröffnete Straßenbahn zwischen Kadıköy und Moda im asiatischen Teil der Stadt. Es handelt sich um eine nur in einer Richtung betriebene, 2,6 Kilometer lange Ringstrecke, die einen eindrucksvollen Parcours durch den hügeligen und mit engen Straßen durchzogenen Stadtteil verfolgt. Die Strecke wird mit alten, aus der DDR stammenden Straßenbahnwagen vom Typ Gotha betrieben. Auf den Fahrzeugen ist die Linienbezeichnung 20 zu lesen (dies ist jedoch keine gültige Linienbezeichnung).
Die Nostaljik Tramvay ist eine 1,6 Kilometer lange, historische Straßenbahn ohne Linienbezeichnung, die in der ehemaligen Pera-Straße und heutigen İstiklal Caddesi im Stadtteil Beyoğlu zwischen dem Tünel-Platz und dem Taksim-Platz verkehrt. Der mit historischen Fahrzeugen durchgeführte Betrieb wurde am 12. April 1990 aufgenommen.
Für alle schienengebundenen Nahverkehrssysteme Istanbuls – ob von der TCDD, Istanbul ulasim oder der İETT betrieben – gilt ein einheitlicher Tarif und dasselbe Bezahlsystem.

### Seeverkehr

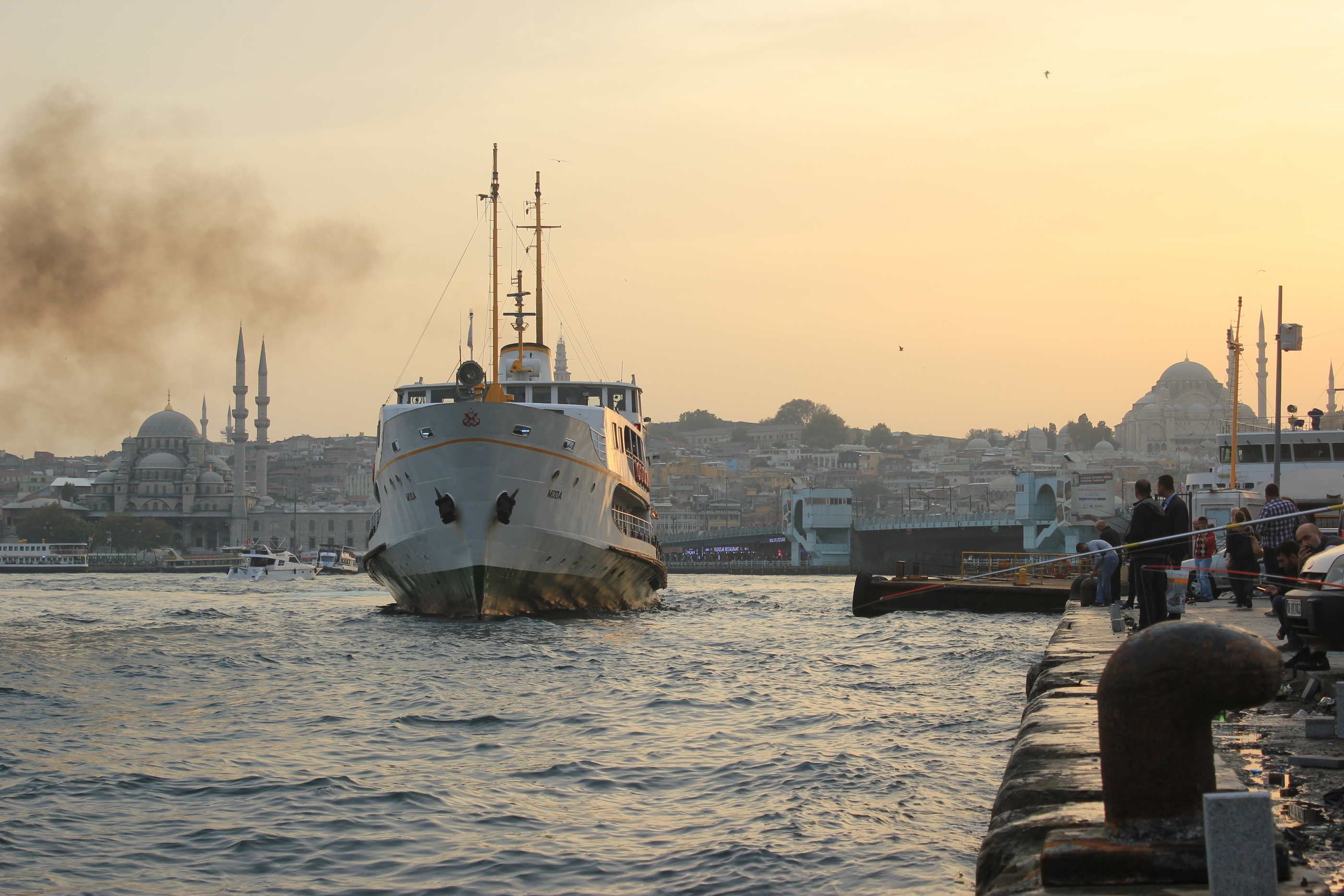
Innerstädtische Fähre am Anleger Karaköy

Ein reger Schiffsverkehr herrscht zwischen den europäischen und den asiatischen Stadtteilen. Autofähren und Passagierschiffe queren den Bosporus in dichtem Taktverkehr. Die wichtigsten Fähranleger sind in Bakırköy, Eminönü, Karaköy und Besiktaş auf europäischer sowie in Beykoz, Kadıköy, Kartal, Maltepe und Üsküdar auf asiatischer Seite. Täglich gibt es regelrechte Fähren zwischen den drei Prinzeninseln Büyükada, Heybeliada und Kınalıada und dem Viertel Bostancı im Stadtteil Kadıköy. Die Fähren werden von den Gesellschaften İstanbul Deniz Otobüsleri A.Ş. (IDO Schnellfähren) sowie İstanbul Şehir Hatlari betrieben. Die wichtigsten Autofährenanleger zwischen den europäischen und den asiatischen Stadtteilen sind Sirkeci - Harem und İstinye - Çubuklu.